# جان ارمن
جان ارمن (انگلیسی: John Erman؛ زادهٔ ۳ اوت ۱۹۳۵) یک کارگردان اهل ایالات متحده آمریکا است.
از فیلم‌ها یا مجموعه‌های تلویزیونی که وی در آن‌ها نقش داشته است، می‌توان به ویکتوریا و آلبرت اشاره نمود.
وی همچنین برنده جوایزی همچون جایزه امی ساعات پربیننده در سال ۱۹۸۳ و جایزه انجمن کارگردانان آمریکا در سال ۱۹۷۷ شده است.